# Беременные женщины в клинических исследованиях
Беременные женщины исторически исключались из клинических исследований из-за этических опасений причинить вред плоду или наличия повышенного риска для женщины. Однако исключение беременных женщин из исследований также называют неэтичным, поскольку это приводит к нехватке данных о том, как терапия влияет на беременных женщин и их плод. Несмотря на согласие биоэтиков, исследователей и регулирующих органов с тем, что беременные женщины должны быть включены в клинические исследования, согласно обзору 2013 года, до 95 % клинических исследований IV фазы, которые могли бы включать беременных женщин, не проводились.

## Этические соображения
Часть опасений, вызывающих беспокойство в отношении клинических исследований с участием беременных женщин, связана с тем, что плод не может дать согласие на участие в исследовании. Некоторые клинические исследования могут также привести к неожиданному вреду для плода. Другие опасения связаны с тем, что беременные женщины потенциально более уязвимы для негативных побочных эффектов, чем другие группы населения. Также существует гипотеза, что беременные женщины могут быть более восприимчивы к принуждению, чем небеременные взрослые люди. Согласно обзору, проведенному в 2020 году, данных в поддержку этих двух опасений недостаточно.
И наоборот, исключение беременных женщин из клинических исследований также было названо неэтичным. Данные о потреблении лекарств и беременности скудны и некачественны. Поэтому беременные женщины не всегда имеют такой же доступ к информированной, эффективной медицинской помощи, как другие группы населения.

## Ограничение участия
В связи с осложнениями, вызванными применением талидомида и диэтилстильбэстрола женщинами в 1960—1970-х годах, Управление по продуктам питания и лекарствам США (FDA) приняло меры по ограничению воздействия веществ, которые могут вызвать врождённые пороки развития, на женщин репродуктивного возраста. Однако эти рекомендации были истолкованы как исключение беременных женщин из любых клинических исследований. Несмотря на то что в отчете Национальной академии медицины за 1994 год «Этические и правовые вопросы включения женщин в клинические исследования» сделан вывод о том, что «беременные женщины должны считаться имеющими право на участие в биомедицинских исследованиях», в публикации 2013 года отмечается, что около 95 % клинических исследований IV фазы, которые могли бы включать беременных женщин, вместо этого исключают их.
Эффекты
В результате исключения беременных женщин из клинических испытаний безопасность и эффективность терапии для них не может быть оценена. Более 80 % беременных женщин регулярно получают терапию, которая не была протестирована на беременных. Исследование лекарств, одобренных FDA с 1980 по 2010 год, показало, что 91 % лекарств для взрослых не содержал данных о безопасности и эффективности для беременных женщин или определения риска для плода. В случае таких смертельно опасных заболеваний, как Эбола и ВИЧ/СПИД, до разработки эффективных методов лечения исключение беременных женщин из потенциально жизненно важных клинических методов лечения приводит к тому, что они оказываются «защищёнными до смерти».

## Содействие участию
Регуляторы, исследователи и специалисты по биоэтике в целом согласны с тем, что в клинических испытаниях должны участвовать беременные женщины. Поскольку беременность изменяет способ метаболизма лекарств в организме, в иных случаях трудно предсказать, как лекарства, испытанные на небеременных взрослых, повлияют на беременных женщин. Для того чтобы лечить заболевания беременных женщин, в клинических исследованиях необходимо их участие.
Было создано несколько проектов и коалиций для содействия включению беременных женщин в клинические исследования. К ним относятся Коалиция по продвижению материнской терапии, состоящая из двадцати организаций-членов, и проект «Этика исследования беременности для вакцин, эпидемий и новых технологий» (PREVENT), целью которого было расширение участия беременных женщин в испытаниях вакцин во время эпидемий.